# Leptotyphlops aethiopicus
Leptotyphlops aethiopicus är en kräldjursart som beskrevs av den brittiske herpetologen Donald G. Broadley och den amerikanske herpetologen Van Stanley Bartholomew Wallach 2007. Leptotyphlops aethiopicus är en orm som ingår i släktet Leptotyphlops, och familjen Leptotyphlopidae. Inga underarter finns listade i Catalogue of Life.

## Utbredning
L. aethiopicus är en art som är endemisk i Harare-regionen i Etiopien.